# 私鉄沿線
「私鉄沿線」（してつえんせん）は、1975年1月20日に発売された野口五郎の15枚目のシングル。オリコンチャート上では1974年の「甘い生活」に次ぐ45万枚を超す、野口の2番目の大ヒット作となった。

## 概要
作詞を担当した山上路夫が、若い頃によく乗った郊外に向かう私鉄の沿線をイメージして作詞した曲である。山上は東京出身であり、したがって野口の故郷を走る名鉄美濃町線のことではない。当初は、歌謡曲らしくないタイトルだ、という反対の声もあったが、発売後、野口はNHKのニュースで「私鉄沿線では...」と話すアナウンサーの声を聞き、曲が人々の生活に浸透したことを実感したという。発売から50年以上経った現在も野口の代表曲の一つとされ、自身のコンサートや懐メロの歌謡番組などで同曲を披露することが多い。
作曲の担当は、1974年の「愛ふたたび」に引き続き、野口五郎の実兄・佐藤寛である。佐藤は、野口が前年に発表した「甘い生活」がオリコンチャート1位になったことがプレッシャーとなり、本曲発表後、十二指腸潰瘍で入院した。
第17回日本レコード大賞・歌唱賞、第6回日本歌謡大賞・放送音楽賞、第8回日本有線大賞・グランプリを受賞した。野口はこの曲で『第26回NHK紅白歌合戦』（4度目）に出場し、前年に続いて新御三家がそろい踏みとなった。累計売上は120万枚とミリオンセラーを記録した。
日本テレビ系列のバラエティー番組『秘密のケンミンSHOW』のコーナー「辞令は突然に…」（岐阜県・前編）の本編開始時の冒頭BGMでこの曲が使用された。
2019年5月、翌年の野口のデビュー50周年を記念して旧名鉄美濃町線美濃駅（1999年廃止、駅舎は保存）前にこの曲の歌碑が建てられた。野口が愛用しているギターも同じ石に彫られている。

## 収録曲
- 両楽曲共に、作詞：山上路夫／作曲：佐藤寛／編曲：筒美京平

1. 私鉄沿線（3分30秒）
2. 帰郷（2分57秒）

## カバー
- チェウニ（2002年、アルバム「Tokyo・トーキョー・東京」収録）
- 山内惠介（2016年、アルバム『ライブカバーアルバム「惠音楽会」ポップス・歌謡編』収録）
- 新浜レオン（2020年、シングル「君を求めて」収録）